# Асоло
Асо̀ло (на италиански: Assolo; на сардински: Assolu, Асолу) е село и община в Южна Италия, провинция Ористано, автономен регион и остров Сардиния. Разположено е на 255 m надморска височина. Населението на общината е 444 души (към 2010 г.).